# 110-й меридіан східної довготи
110-й меридіан східної довготи — лінія довготи, що лежить на 110 градусів східніше Гринвіцького меридіана. Вона проходить від Північного полюса через Північний Льодовитий океан, Азію, Індійський океан, Південний океан та Антарктиду до Південного полюса.
110-й меридіан східної довготи формує велике коло разом із 70-тим меридіаном західної довготи.

## Список географічних об'єктів, що перетинає 110° сх. д.
Починаючи на Північному полюсі та рухаючись до Південного полюса, 110-й меридіан східної довготи проходить через:
| Координати                                                   | Країна, територія або море | Примітки |
| ------------------------------------------------------------ | -------------------------- | --- |
| 90°0′ пн. ш. 110°0′ сх. д. / 90.000° пн. ш. 110.000° сх. д.  | Північний Льодовитий океан | |
| 79°30′ пн. ш. 110°0′ сх. д. / 79.500° пн. ш. 110.000° сх. д. | Море Лаптєвих              | |
| 76°42′ пн. ш. 110°0′ сх. д. / 76.700° пн. ш. 110.000° сх. д. | Росія                      | Проходить через півострів Таймир |
| 74°22′ пн. ш. 110°0′ сх. д. / 74.367° пн. ш. 110.000° сх. д. | Хатанзька затока           | |
| 74°0′ пн. ш. 110°0′ сх. д. / 74.000° пн. ш. 110.000° сх. д.  | Росія                      | |
| 73°42′ пн. ш. 110°0′ сх. д. / 73.700° пн. ш. 110.000° сх. д. | Хатанзька затока           | |
| 73°29′ пн. ш. 110°0′ сх. д. / 73.483° пн. ш. 110.000° сх. д. | Росія                      | |
| 49°12′ пн. ш. 110°0′ сх. д. / 49.200° пн. ш. 110.000° сх. д. | Монголія                   | |
| 42°38′ пн. ш. 110°0′ сх. д. / 42.633° пн. ш. 110.000° сх. д. | КНР                        | Внутрішня Монголія — проходить східніше Баотоу Шеньсі Хубей Шеньсі Хубей Чунцін Хубей Хунань Гуансі — проходить західніше Гуйліня Гуандун |
| 20°17′ пн. ш. 110°0′ сх. д. / 20.283° пн. ш. 110.000° сх. д. | Південнокитайське море     | Проходить через протоку Хайнань |
| 19°56′ пн. ш. 110°0′ сх. д. / 19.933° пн. ш. 110.000° сх. д. | КНР                        | Проходить через острів Хайнань |
| 18°22′ пн. ш. 110°0′ сх. д. / 18.367° пн. ш. 110.000° сх. д. | Південнокитайське море     | |
| 1°42′ пн. ш. 110°0′ сх. д. / 1.700° пн. ш. 110.000° сх. д.   | Малайзія                   | Проходить через острів Калімантан Саравак                                                                                                 |
| 1°18′ пн. ш. 110°0′ сх. д. / 1.300° пн. ш. 110.000° сх. д.   | Індонезія                  | Проходить через острів Калімантан Західний Калімантан                                                                                     |
| 1°17′ пд. ш. 110°0′ сх. д. / 1.283° пд. ш. 110.000° сх. д.   | Південнокитайське море     | |
| 1°43′ пд. ш. 110°0′ сх. д. / 1.717° пд. ш. 110.000° сх. д.   | Індонезія                  | Проходить через острів Калімантан Західний Калімантан                                                                                     |
| 1°54′ пд. ш. 110°0′ сх. д. / 1.900° пд. ш. 110.000° сх. д.   | Південнокитайське море     | |
| 2°57′ пд. ш. 110°0′ сх. д. / 2.950° пд. ш. 110.000° сх. д.   | Яванське море              | |
| 6°55′ пд. ш. 110°0′ сх. д. / 6.917° пд. ш. 110.000° сх. д.   | Індонезія                  | Проходить через острів Ява |
| 7°53′ пд. ш. 110°0′ сх. д. / 7.883° пд. ш. 110.000° сх. д.   | Індійський океан           | |
| 60°0′ пд. ш. 110°0′ сх. д. / 60.000° пд. ш. 110.000° сх. д.  | Південний океан            | |
| 66°38′ пд. ш. 110°0′ сх. д. / 66.633° пд. ш. 110.000° сх. д. | Антарктида                 | Проходить через Австралійську антарктичну територію (претендує Австралія)                                                                 |